# Булак (Актюбинская область)
Булак (каз. Бұлақ) — село в Хобдинском районе Актюбинской области Казахстана. Входит в состав Булакского сельского округа. Находится примерно в 32 км к востоку от центра аула Кобда. Код КАТО — 154239200.

## Население
В 1999 году население села составляло 216 человек (100 мужчин и 116 женщин). По данным переписи 2009 года, в селе проживал 161 человек (73 мужчины и 88 женщин).

## Известные жители и уроженцы
- Алдияров, Байзулла (1924—1990) — Герой Социалистического Труда.
- Молдагулова, Алия Нурмухамбетовна (1925—1944) — Герой Советского Союза.